# Urgleptes ornatissimus
Urgleptes ornatissimus là một loài bọ cánh cứng trong họ Cerambycidae.